# Киселёв, Александр Яковлевич

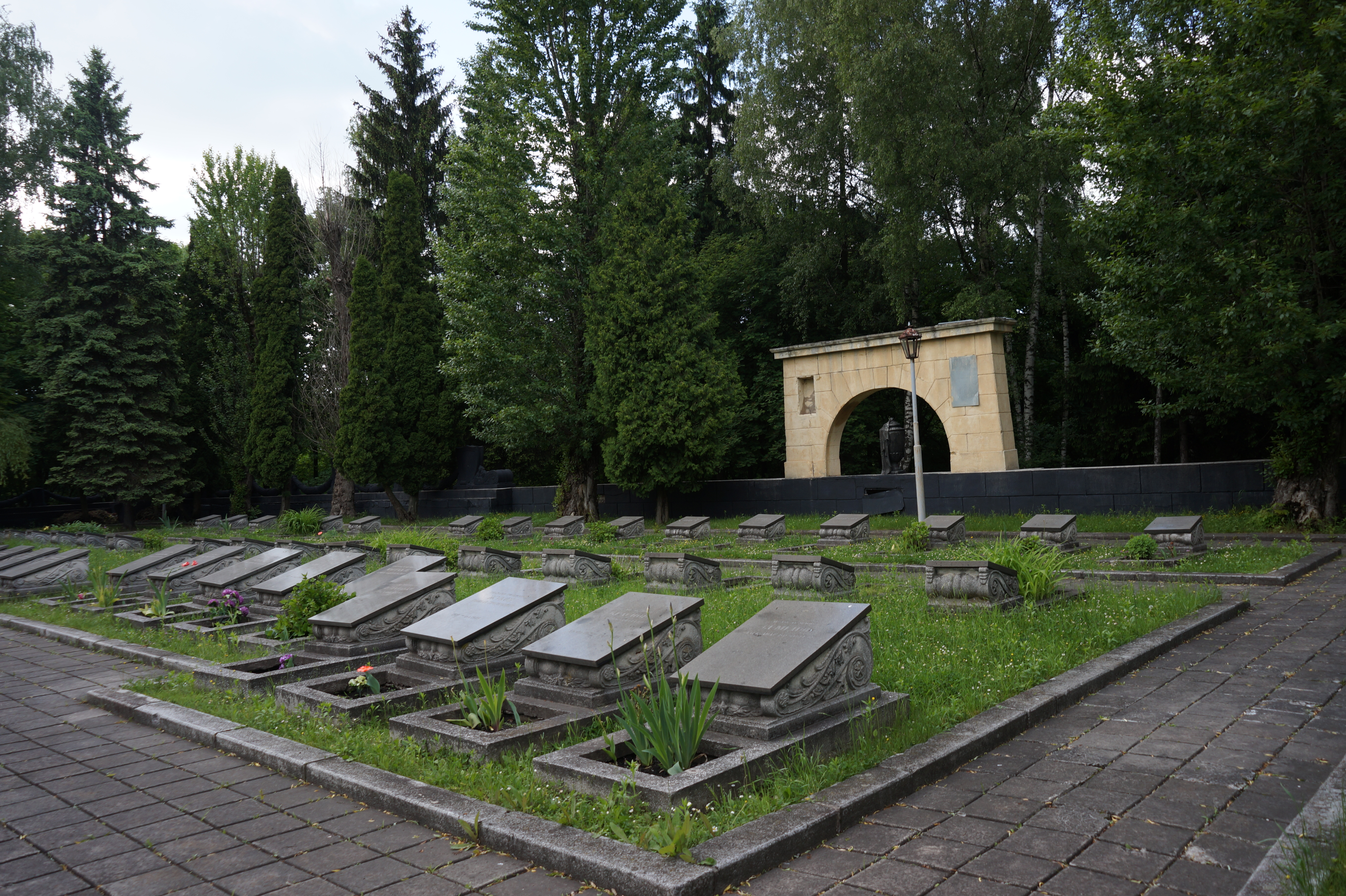
Индивидуальные захоронения на Холме Славы, город Львов.

Александр Яковлевич Киселёв (наст. фамилия Распопов) (1 октября 1907, Падеринское, Тобольская губерния — 24 января 1945, район Краков, Генерал-губернаторство) — советский военачальник, участник боевых действиях на КВЖД, советско-финляндской и Великой Отечественной войны, генерал-майор (3 мая 1942 года). Герой Советского Союза (23 мая 1945 года, посмертно).

## Биография
Александр Распопов родился 1 октября 1907 года в крестьянской семье в селе Падеринском Падеринской волости Курганского уезда Тобольской губернии, ныне входит в Кетовский муниципальный округ Курганской области. Русский.
В 1909 году умер его отец, Макар Кузьмич Распопов. Вдова Евдокия Ивановна Распопова бедно жила и отдала сына на воспитание в бездетную семью писаря Якова Киселёвых, которые усыновили его и дали свою фамилию. Она осталась со старшим сыном Василием и дочерью Степанидой. Вскоре умер приемный отец. Саша остался с приемной матерью Дарьей Гордеевной, пригласившей на жительство и себе в помощь его старшую сестру Стешу.
Окончил Падеринское двухклассное училище. В 1924 году с родственниками переехал в Омск. Старший брат Распопов Василий Макарович поступил в Омскую школу красных командиров.

### Довоенное время
12 августа 1924 года поступил курсантом в 25-ю пехотную школу в городе Омске. 12 августа 1924 года был призван в ряды Рабоче-крестьянской Красной Армии Омским ГВК г. Омска. В 1927 году окончил Омскую пехотную школу имени М. В. Фрунзе.
С сентября 1927 года служил в 63-м стрелковом полку 21-й Пермской стрелковой Краснознаменной дивизии Сибирского военного округа (Барнаул): командир взвода пулемётной роты и командир взвода полковой школы. В 1929 году принимал участие в боевых действиях на КВЖД.
В 1930 году вступил в ВКП(б).
С марта 1930 года служил командиром взвода полковой школы и помощником начальника штаба полка по мобилизационной работе 9-го отдельного Сибирского конвойного полка войск ОГПУ СССР в Новосибирске. С ноябре 1932 по апрель 1933 года был начальником полковой школы 8-го Омского железнодорожного полка ОГПУ в Омске, затем убыл на учёбу в академию.
В 1933 году поступил и в 1936 году окончил Военную академию РККА имени М. В. Фрунзе. После академии он был переведён в пограничные войска НКВД СССР. С ноября 1936 года был начальником штаба 10-го Островского пограничного отряда Управления пограничных войск НКВД при Ленинградском военном округе. С октября 1937 года исполнял должность начальника этого погранотряда.
В марте 1939 года был делегатом XVIII съезда ВКП(б).
С мая 1939 года — начальник штаба Управления пограничных войск НКВД Карело-Финского округа. Участвовал в советско-финляндской войне 1939—1940 годов. За боевые отличия награждён орденом Красной Звезды.

### Великая Отечественная война
Принимал участие в Великой Отечественной войне с июня 1941 года, когда подчинённые ему пограничники совместно с воинами Северного фронта обороняли границу с Финляндией. В сентябре 1941 года был назначен начальником Управления пограничных войск Карело-Финского пограничного округа и одновременно — начальником охраны тыла Карельского фронта. Участвовал в боевых действиях в оборонительной операции в Заполярье и Карелии (Советско-финляндская война (1941—1944)).
3 мая 1942 года присвоено воинское звание генерал-майор.
В ноябре 1942 года генерал-майор А. Я. Киселёв был направлен в Свердловск и назначен заместителем командующего Отдельной армией войск НКВД, которая начала там формироваться. После завершения формирования 5 февраля 1943 года армия была передана из НКВД в Рабоче-крестьянскую Красную армию и переименована в 70-ю армию(а генерал Киселёв стал заместителем её командующего). 15 февраля прибыл с армией на Центральный фронт, где участвовал в Севской наступательной операции.
6 мая 1943 года был назначен на должность командира 140-й Сибирской стрелковой дивизии этой армии, которая под его командованием участвовала в Курской битве, Черниговско-Припятской, Гомельско-Речицкой, Житомирско-Бердичевской, Ровно-Луцкой, Проскуровско-Черновицкой и Львовско-Сандомирской операциях. В этих операциях дивизия многократно отличалась в боях и заслужила множество высоких наград: 16 сентября 1943 года дивизия была удостоена почётного наименования «Новгород-Северская», 3 января 1944 года за овладение городом и железнодорожным узлом Новгород-Волынский награждена орденом Красного Знамени, 19 марта 1944 года за освобождение города Ямполь — вторым орденом Красного Знамени, 10 августа 1944 за освобождение городов Львов и Санок и за форсирование реки Сан — награждена орденом Ленина. Сам командир дивизии за полтора года боёв был награждён четырьмя боевыми орденами.
Командир 140-й Сибирской стрелковой дивизии (101-й стрелковый Львовский корпус, 38-я армия, 4-й Украинский фронт) генерал-майор А. Я. Киселёв проявил высокое мастерство и мужество в Западно-Карпатской наступательной операции. С 15 по 23 января 1945 года умело организовал прорыв сильно укреплённой обороны противника южнее города Ясло на территории Польши. За это время дивизия прошла 150 километров, освободила 4 города и десятки населённых пунктов. За это время ею было уничтожено до 2000 солдат и офицеров противника, 40 артиллерийских орудий, 2 танка и 4 самоходных орудия, 15 миномётов и много иного вооружения. Было захвачено около 600 пленных и 108 исправных артиллерийских орудий, 12 миномётов и 50 пулемётов, другие трофеи.
24 января 1945 года погиб в бою, при артиллерийском обстреле, в населённом пункте Тшеболь (Trzebol) района Краков (пол. Landkreis Krakau) дистрикта Краков Области государственных интересов Германии (Генерал-губернаторство), ныне деревня Тшеболь упразднена, интегрирована в состав села Вельке-Дроги гмины Скавина Краковского повята Малопольского воеводства Республики Польша.
Похоронен на Холме Славы города Львова Львовской области Украинской ССР, ныне Украина.
Указом Президиума Верховного Совета СССР от 23 мая 1945 года за образцовое командование дивизией в ходе Западно-Карпатской операции и проявленные при этом личное мужество и героизм генерал-майору Александру Яковлевичу Киселёву посмертно присвоено звание Героя Советского Союза.

## Награды
- Герой Советского Союза, 23 мая 1945 года[7]
  - Медаль «Золотая Звезда»
  - Орден Ленина
- Орден Красного Знамени — трижды: 31 июля 1943 года, 14 января 1944 года[8], 3 ноября 1944 года[9]
- Орден Суворова II степени, 16 сентября 1943 года[10][11]
- Орден Богдана Хмельницкого II степени, 23 сентября 1944 года[12]
- Орден Красной Звезды, 26 апреля 1940 года
- Юбилейная медаль «XX лет Рабоче-Крестьянской Красной Армии», 22 февраля 1938 года

## Память
- Упомянут на памятнике погибшим в годы Великой Отечественной войны в селе Падеринском Кетовского муниципального округа Курганской области. В 1971 году в обелиск замуровали горсть земли, доставленной с Холма Славы города Львова и «Письмом потомкам». В 1985 году установлен новый памятник —  фигура воина с автоматом на фоне развивающегося знамени[13] — 55°35′41″ с. ш. 65°35′36″ в. д.HGЯO
- Муниципальное казенное общеобразовательное учреждение «Падеринская средняя общеобразовательная школа имени Героя Советского Союза Киселева А.Я.», имя Героя присвоено Приказом Управления народного образования  Администрации Кетовского района № 3-196 от 26 июля 2011 года[14].
  - В 2007 году в школе создан музей. В нём хранятся 4 альбома о Киселеве, один из которых подарен школе женой старшего брата Ф.Д. Распоповой, фотографии, письма.
  - 24 мая 2008 года открыта мемориальная доска — 55°35′48″ с. ш. 65°35′46″ в. д.HGЯO

## Семья
- Брат Распопов Василий Макарович (1902 — 23 марта 1943, Ленинградская область, Мгинский район, оз. Глухое), капитан, командир батальона 239-й стрелковой дивизии, Волховский фронт
- Жена Киселёва Александра Никаноровна. Сыновья: Юрий, Владимир (умер в детстве), Александр.